# Nicolas Grenon
Nicolas Grenon of Nicholas Grenon (Parijs (?), omstreeks 1375-1380 – Kamerijk, 17 oktober 1456) was een Vlaamse polyfonist uit de vroege renaissance, actief als componist, zanger, geestelijke en muziekpedagoog.
Grenon schreef in de voornaamste muzikale vormen van zijn tijd en geldt als zeldzaam voorbeeld van een langlevend componist die de kunst van de late 14de eeuw onder de knie had, maar in de eerste plaats als componist actief was in de periode waarin de renaissancestijlen gestalte kregen.

## Leven
De vroegste (1399) gegevens over Grenon komen uit Parijs, waar hij eerst in de Onze-Lieve-Vrouwkathedraal actief was. Na de dood van zijn broer, Jean Grenon, kreeg hij in 1401 een betrekking als kanunnik en subdiaken bij de Heilig-Grafkerk. Hij klom daar geleidelijk in de kerkelijke hiërarchie op tot diaken, maar verliet later toch Parijs. Eerst om in 1403 naar Laon te trekken, waar hij tot 25 mei 1407 magister puerorum aan de kathedraal was; vervolgens om naar Kamerijk te trekken waar hij in de periode 1408/9 kortstondig 6 koorknapen van de kathedraal onderwees in grammatica en zang als petit vicair van het koor. In juli 1409 kreeg hij de functie van magister puerorum in de “Sainte-Chapelle” in Bourges, bij de hertog van Berry een functie die zoals de vorige inhield dat hij muziekleraar van de koorknapen was en voor hen verantwoordelijk. Hij wisselde deze betrekking vanaf 1 augustus 1412 echter in voor die van magister puerorum bij het Bourgondische hof van hertog Jan zonder Vrees. Na de dood van de hertog (op 10 september 1419) verliet Grenon het Bourgondische hof en keerde hij naar Kamerijk terug, waar hij van 1421 tot in 1424 in de documenten naspeurbaar blijkt. Met zanger Gilles Flannel en 4 koorknapen reisde Grenon dan in 1425 over Bologna naar Rome en werd magister puerorum in de pauselijke kapel. In die tijd (1424-25) was hij bovendien in absentia kanunnik aan de Sint-Donaas in Brugge. Van 1425 tot 1427 werkte hij in Rome als koormeester in de pauselijke kapel onder Paus Martinus V.
In 1427 keerde Grenon opnieuw naar Kamerijk terug. Op 7 februari 1426 was hij er kanunnik aan de kathedraal. Hij kwam er in contact met Guillaume Dufay, de voornaamste componist van zijn tijd. Niet enkel collegialiteit maar ook vriendschap moet beiden hebben verbonden. Op 19 mei 1429 overhandigde Grenon het kapittel van Kamerijk bijvoorbeeld met Dufay betrekking houdende brieven en in 1436 was Grenon Dufays gemachtigde toen die een kanunnikschap aan de kathedraal werd toegekend. Van 1437 tot 1442 leidde hij de petits vicaires aan de kathedraal. Als kanunnik had Grenon verschillende taken; in de rekeningen van het boekhoudkundig jaar 1439/40 lezen we dat hij voor het voorlezen van 10 parvum requiems werd betaald en in het boekhoudkundig jaar 1442/43, weten we, testte hij de onderlegheid van een schrijver en kopieerde hij verschillende composities in de muziekboeken van het koor. Vanaf 1445 was hij Dufays buur in de Rue de l’Écu d’or, tegenover de bakkerij. In 1446 verwierf Grenon een huis voor Simon le Breton, die toen in Bourgondië verbleef. In het jaar 1447 maande het kapittel Grenon tweemaal aan om een zekere Jeanne Rousselle uit zijn huis te verwijderen. Die had hij als kokkin ondanks haar kwalijke reputatie in huis genomen. Grenon gehoorzaamde en ontsloeg Jeanne; ze werd overigens gauw door Simon Mellet overgenomen, wat tot diens tijdelijke hechtenis leidde.
De reputatie die Grenon als componist moet hebben verworven, blijkt uit het feit dat Filips de Goede, toen die in 1449 Kamerijk was binnen getrokken, Grenon in de kathedraal en in de Sint-Gorikskerk ontving.
Met Guillaume Dufay werkte Grenon in de jaren 1440 aan een volledige herziening van de polyfone sacrale muziek van de kathedraal. Op 17 oktober 1456 stierf Grenon. De vigilie van zijn uitvaart werd op 19 oktober in de kathedraal gehouden, een dag later werd hij er begraven. Zijn graf vond een plaats voor de afbeelding van de Heilige Agnes onder de kerkklok. Zijn bronzen grafplaat bleef er minstens nog tot in de18de eeuw.

## Werk
Grenon, van wiens oeuvre maar een klein deel bewaard is gebleven, behoort tot de voornaamste componisten van de vroege 15de eeuw. Zijn in Rome ontstane isoritmische motetten behoren tot de beste voorbeelden van het genre. De ballade Je ne requier de ma dame wekte de bewondering van zijn tijdgenoten op.
Grenons muziek vertoont zowel aspecten van de middeleeuwen als van de vroege Renaissancepraktijk. Zijn wereldlijke muziek is het meest bij de tijd en omvat voorbeelden van elk van de heersende formes fixes; namelijk de ballade, het virelai en het rondeau. De melodie wordt steeds gedragen door de hoogste stem en alle stukken zijn driestemmig.
De motetten van Grenon zijn ongewoon door hun gebruik van strenge isoritmiek, meestal in alle stemmen. In sommige opzichten zijn ze vergelijkbaar met de motetten van Dufay, behalve waar het de strengheid van de toepassing van het isoritmische principe betreft. Een motet kan in het jaar 1414 worden gedateerd, omdat het tegenpaus Johannes XXIII prijst en waarschijnlijk verband houdt met de opening van het Concilie van Konstanz. Grenon schreef ook missen, waarvan geen enkele volledig is overgeleverd; enkel een fragment van een Gloria is bewaard gebleven, wat niet voldoende is om de stijl en techniek die hij voor dit type composities aanwendt grondig te bestuderen.

## Geestelijke werken
- 1. Gloria 3-of 4-stemmig (enkel het triplum en het motettus bleven bewaard, de tenor werd gereconstrueerd);
- 2. Ad honorem Sancte Trinitatis / Celorum regnum (Rome, 1424-1427);
- 3. Ave virtus virtutum / Prophetarum fulti suffragio / Infelix (Rome, 1424-1427);
- 4. Nova vobis gaudia;
- 5. Plasmatoris humani / Verbigine mater ecclesia (Rome, 1424-1427):
- 6. Argi vices Poliphemus / Cum Philemon rebus paucis (circa 1410-13, gecomponeerd voor tegenpaus Johannes XXIII; in de bron aan een zekere „Nicholas“ toegeschreven).

## Wereldlijke werken
- 1. Je ne requier de ma dame (Ballade, vóór 1418);
- 2. Je suy defait (Rondeau);
- 3. La plus jolie et la plus belle (Rondeau);
- 4. Se je vous ay bien (Rondeau, in 2 zettingen bewaard);
- 5. La plus belle et doulce figure (Virelai).